# Wybory parlamentarne w Danii w 1990 roku
Wybory parlamentarne w Danii w 1990 roku zostały przeprowadzone 12 grudnia 1990 roku. Wybory wygrała lewicowa partia Socialdemokraterne zdobywając 37,4% głosów, co dało partii 69 mandatów w 179 osobowym Folketingu. Frekwencja wynosiła 87,1%
| Partia                       | % głosów | liczba mandatów |
| ---------------------------- | -------- | --------------- |
| Socialdemokraterne           | 37,4%    | 69              |
| Konserwatywna Partia Ludowa  | 16,0%    | 30              |
| Venstre                      | 15,8%    | 29              |
| Socjalistyczna Partia Ludowa | 8,3%     | 15              |
| Partia Postępu               | 6,4%     | 12              |
| Centro-Demokraci             | 5,1%     | 9               |
| Det Radikale Venstre         | 3,5%     | 7               |
| Chrześcijańscy Demokraci     | 2,3%     | 4               |
| Wspólna Droga                | 1,8%     | -               |
| Sojusz Czerwono-Zielony      | 1,7%     | -               |
| Zieloni                      | 0,9%     | -               |
| Partia Sprawiedliwości       | 0,5%     |                 |
| Partia Humanistyczna         | 0%       | -               |
| Pozostali                    | 1%       | 1               |